# Доналд Кнут
Доналд Ървин Кнут (на английски: Donald Ervin Knuth, произнасяно и Канут) е известен информатик-теоретик и професор емеритус в Станфордския университет.
Кнут е наричан „баща“ на анализа на алгоритми, заради приносите си към изследването и систематизирането на алгоритмите и тяхната изчислителна сложност. Автор е на многотомния и все още недовършен труд The Art of Computer Programming („Изкуството на компютърното програмиране“, неиздавана на български).
В добавка към основополагащите си приноси към няколко клона на теоретичната компютърна наука, между които емпиричното изследване на езиците за програмиране, атрибутните граматики и синтактичния анализ (parsing), Кнут е известен и като създател на типографската система TeX и свързаните с нея програмен език за векторни шрифтове Metafont и шрифтовото семейство Computer Modern.
Лауреат на различни награди, сред които наградата на името на Грейс Хопър (1971) и награда „Тюринг“ на името на Алън Тюринг (1974).